# ألكسندر دال
الكسندر داهل (بالألمانية: Alexander Dahl)‏ هو كاتب ألماني، ولد في 29 نوفمبر 1892 في فوبرتال في ألمانيا، وتوفي بنفس المكان في 15 ديسمبر 1978.